# Ilia Varșavski
Ilia Varșavski (rusă: Илья  Варшавский) (n. 5/18 mai 1909, Kiev, gubernia Kiev⁠(d), Imperiul Rus – d. 4 iulie 1974, Leningrad, RSFS Rusă, URSS) a fost un inginer, cercetător științific și scriitor sovietic. A scris mai ales povestiri științifico-fantastice umoristice despre roboți și mașini inteligente.

## Biografie
În tinerețe a fost marinar. Apoi a lucrat ca inginer în construcții.
A debutat în 1929, co-autor jurnalistul Nikolai Slepnev și fratele său mai mare Dmitri Varșavski, cu o carte de eseuri Clandestin în jurul lumii (sub pseudonimul comun Nikolai Aldim). Până în anii 1960 nu a mai publicat nimic.
Potrivit propriilor sale cuvinte, a urât science fiction-ul și a început să scrie povești fantastice după o dispută cu fiul său. În 1962, a publicat prima sa poveste de science-fiction, după care a început o carieră în science fiction.
Tot în 1962, în Colecția „Povestiri științifico-fantastice” nr. 81 îi apare povestirea „Index E-81”. În 1967 îi este tradusă povestirea „Hotărăște-te, pilotule” (Решайся, пилот!) în colecția de povestiri sovietice Formula nemuririi. În CPSF 362 (15-12-1969) îi apar povestirile Telepatie sau parapsihologie?; După sfârșitul lumii;  O biotrangulație dubioasă (de Ilia Varșavski) traduse de Igor Block.
Povestirea „Homunculus” a apărut în limba română în Povestiri ciberrobotice din 1986.

## Lucrări (selecție)
- 1964: Cafeneaua moleculară
- 1965: Omul care a văzut anti-lumea
- 1966: Soarele apune la Donomaga
- 1970: Prăvălia cu noutăți
- 1972: Nu sunt simptome alarmante